# بئر مقدم
بئر مقدم (به عربی: بئر مقدم) یک شهرداری در الجزایر است که در استان تبسه واقع شده‌است.